# ناحیه الیگانی، شهرستان پاتر، پنسیلوانیا
شهرستان الیگانی، بخش پاتر، پنسیلوانیا (به انگلیسی: Allegany Township, Potter County, Pennsylvania) یک منطقهٔ مسکونی در ایالات متحده آمریکا است که در پنسیلوانیا واقع شده‌است.

## خصوصیات
شهرستان الیگانی ۱۰۴٫۵ کیلومترمربع مساحت و ۴۰۲ نفر جمعیت دارد.